# Énergie solaire au Japon

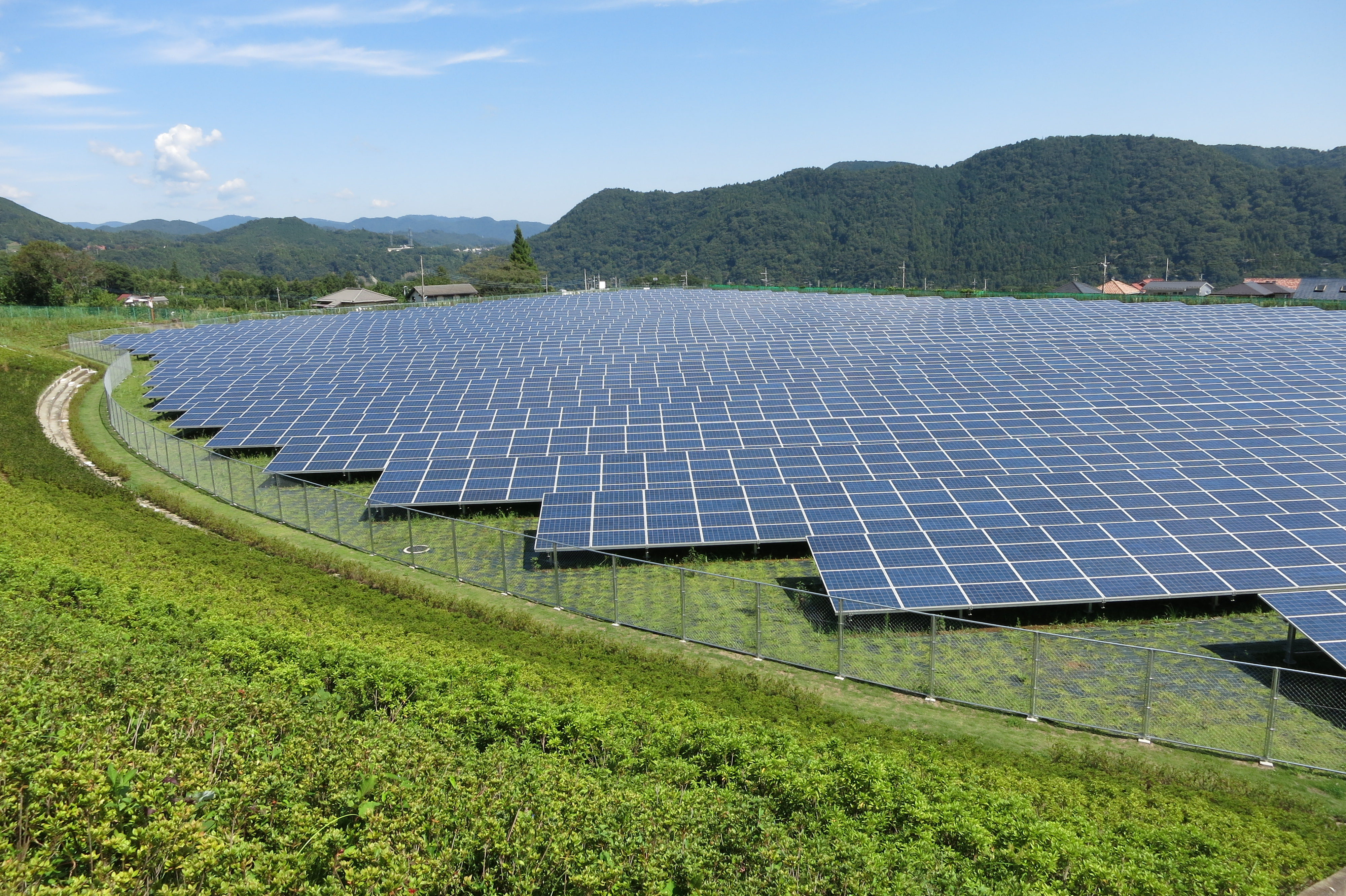
Centrale solaire d'Aikawa, Aikawa, préfecture de Kanagawa, 28 août 2013.

L'énergie solaire au Japon connait une croissance très rapide, surtout depuis la mise en place en 2012 d'une politique de soutien parmi les plus attractives au monde.
La filière solaire thermique du Japon stagne et reste très en retard par rapport aux pays leaders comme l'Allemagne et surtout la Chine.
Le Japon a été longtemps le leader mondial du solaire photovoltaïque (PV) : fin 2004, le Japon est ainsi devenu le 1er marché mondial avec quatre entreprises leaders dans la production de systèmes PV : Sharp, Kyocera, Mitsubishi et Sanyo ; estimant que cette technologie avait atteint sa maturité, le gouvernement décida alors de cesser de la subventionner ; le marché entra dès lors dans une phase de ralentissement et la Chine le dépassa en 2007. En juillet 2012, après Fukushima, le gouvernement a mis en place, dans le cadre de sa politique de transition énergétique, un nouveau dispositif de soutien basé sur des tarifs d'achat très attractifs, favorisant l'autoconsommation dans le secteur résidentiel ainsi que les centrales de grande puissance ; le marché japonais a aussitôt repris sa place parmi les leaders mondiaux.
La filière photovoltaïque fournissait 9,9 % de la production nationale d'électricité en 2023, et sa progression a été très rapide jusqu'en 2016. Le Japon se classait en 2023 au 4e rang mondial des producteurs d'électricité solaire avec 5,9 % du total mondial, derrière la Chine, les États-Unis et l'Inde. L'Agence internationale de l'énergie estime la pénétration théorique du solaire photovoltaïque à 12,3 % de la consommation totale d'électricité à la fin de 2024 ; la part d'électricité solaire la plus élevée est celle de la Grèce (27,9 %), la moyenne de l'Union européenne se situe à 14 %, l'Australie à 19,8 %, l'Allemagne à 19,8 %, la Chine à 13,1 %, les États-Unis à 7,9 %.
En 2024, le marché photovoltaïque du Japon s'est classé au 10e rang mondial pour la puissance installée dans l'année avec 0,9 % du marché mondial, loin derrière la Chine, les États-Unis et l'Inde ; sa puissance installée cumulée recule au 5e rang mondial avec 4,3 % du total mondial, derrière la Chine (46,7 %), les États-Unis (10,0 %), l'Inde (5,5 %) et l'Allemagne (4,4 %), qui dépasse le Japon pour la première fois.
La filière solaire thermodynamique à concentration, après quelques projets pilotes dans les années 1980, n'a jamais débouché sur des réalisations de taille commerciale, car l'ensoleillement au Japon n'atteint pas un niveau suffisant pour cette filière.

## Potentiel solaire du Japon

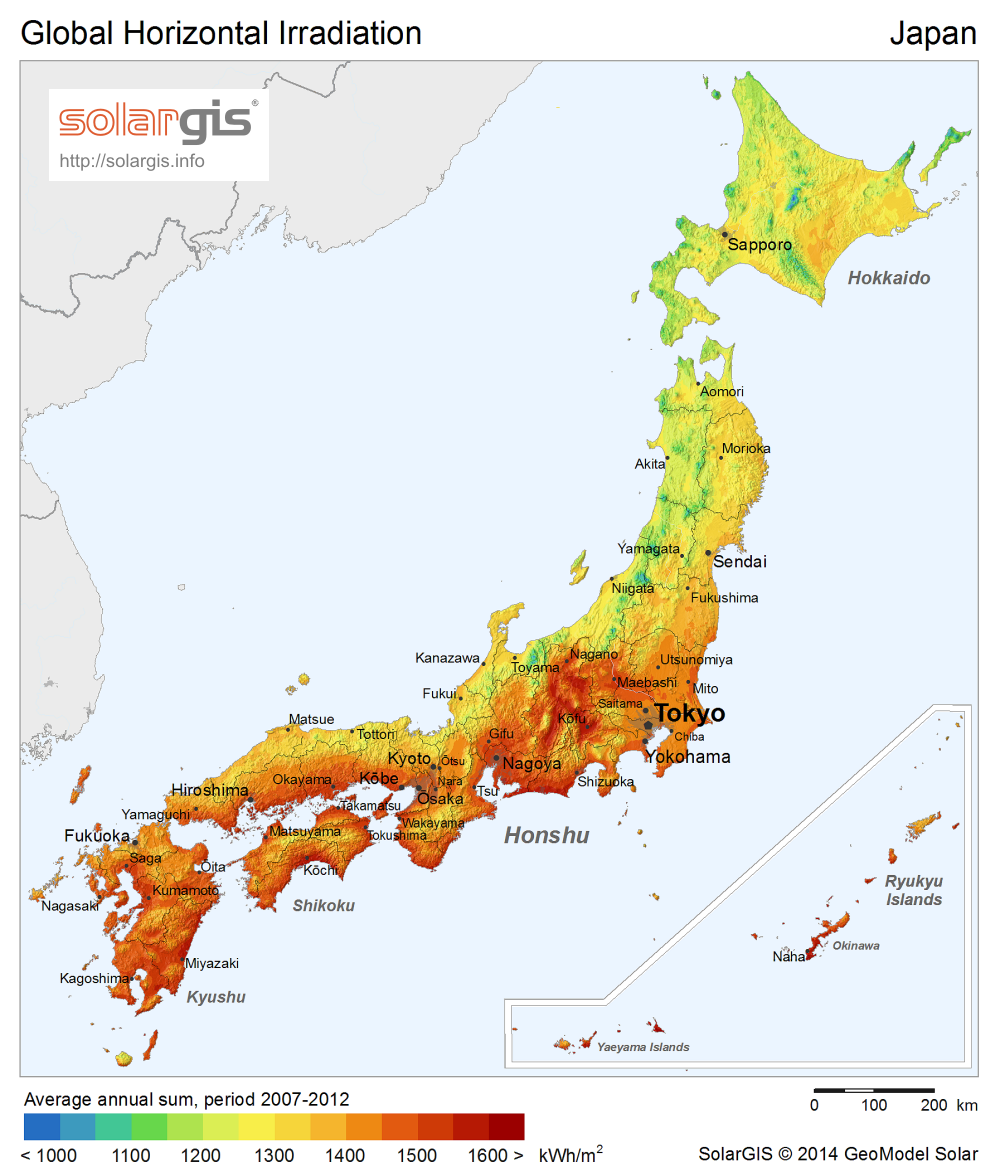
Carte d'irradiation solaire globale horizontale du Japon, SolarGIS 2014.

La carte ci-contre montre que le potentiel solaire du Japon est assez réduit. Cependant, les régions les plus méridionales (Okinawa, l'île de Kyushu, les côtes de Shikoku et de la Mer intérieure de Seto) ainsi que la région centrale entre Nagoya et Nagano, atteignent des ensoleillements de l'ordre de 1 600 kWh/m², analogues à ceux de la Provence.

## Solaire thermique
Selon l'Agence internationale de l'énergie, à la fin 2020, la puissance installée cumulée des capteurs solaires thermiques au Japon atteignait 2 404 MWth (3,43 Mm2 de capteurs), très loin derrière le leader mondial : la Chine (364 000 MWth) et les États-Unis (18 185 MWth) ; la part du Japon dans le total mondial était de 0,5 %. Le marché japonais est en recul : 36 MWth seulement ont été installés en 2020, et la puissance installée recule d'année en année. La puissance solaire thermique par habitant était de 17,8 Wth seulement fin 2020 contre 600 Wth aux Barbades, 460 Wth à Chypre et 23 Wth en France métropolitaine.

## Photovoltaïque

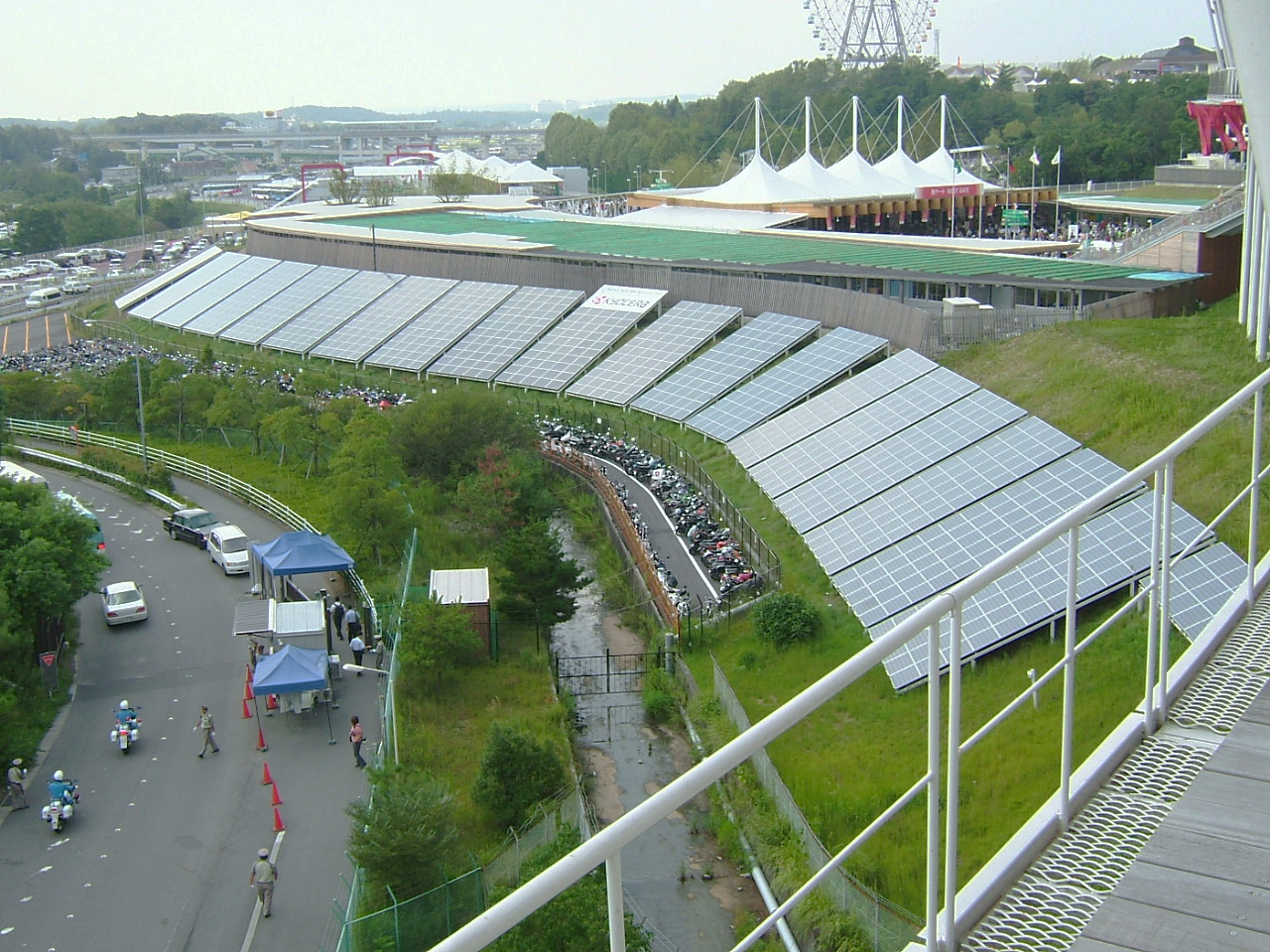
Exposition de panneaux photovoltaïques à Nagakute en 2005.

### Production d'électricité
La production d'électricité de source photovoltaïque au Japon atteignait 97,15 TWh en 2023, soit 9,9 % de la production d'électricité du pays.
L'Energy Institute estime la production d'électricité de source photovoltaïque au Japon à 97 TWh en 2023, soit 5,9 % du total mondial, au 4e rang mondial, derrière la Chine : 584,4 TWh (35,6 %), les États-Unis (14,7 %) et l'Inde (6,9 %).
L'Agence internationale de l'énergie estime la pénétration théorique du solaire photovoltaïque à 12,3 % de la consommation totale d'électricité à la fin de 2024 ; cette estimation est fondée sur la puissance installée au 31/12/2024, donc supérieure à la production réelle de l'année. La part d'électricité solaire la plus élevée est celle de la Grèce (27,9 %), la moyenne de l'Union européenne se situe à 14 %, l'Australie à 19,8 %, l'Allemagne à 19,8 %, la Chine à 13,1 %, les États-Unis à 7,9 %, la France à 7,3 %.
| Année | Production (GWh) | Accroissement | Part prod.élec. |
| 2007  | 1 972            |               | 0,17 %          |
| 2008  | 2 206            | +12 %         | 0,20 %          |
| 2009  | 2 657            | +20 %         | 0,25 %          |
| 2010  | 3 543            | +33 %         | 0,31 %          |
| 2011  | 4 839            | +37 %         | 0,45 %          |
| 2012  | 6 613            | +37 %         | 0,63 %          |
| 2013  | 12 879           | +95 %         | 1,2 %           |
| 2014  | 22 952           | +78 %         | 2,2 %           |
| 2015  | 34 802           | +52 %         | 3,3 %           |
| 2016  | 45 760           | +31 %         | 4,3 %           |
| 2017  | 55 068           | +20 %         | 5,1 %           |
| 2018  | 62 667           | +14 %         | 5,9 %           |
| 2019  | 69 381           | +11 %         | 6,7 %           |
| 2020  | 79 086           | +14 %         | 7,8 %           |
| 2021  | 86 080           | +9 %          | 8,2 %           |
| 2022  | 92 613           | +8 %          | 9,1 %           |
| 2023  | 97 152           | +5 %          | 9,9 %           |

### Puissance installée

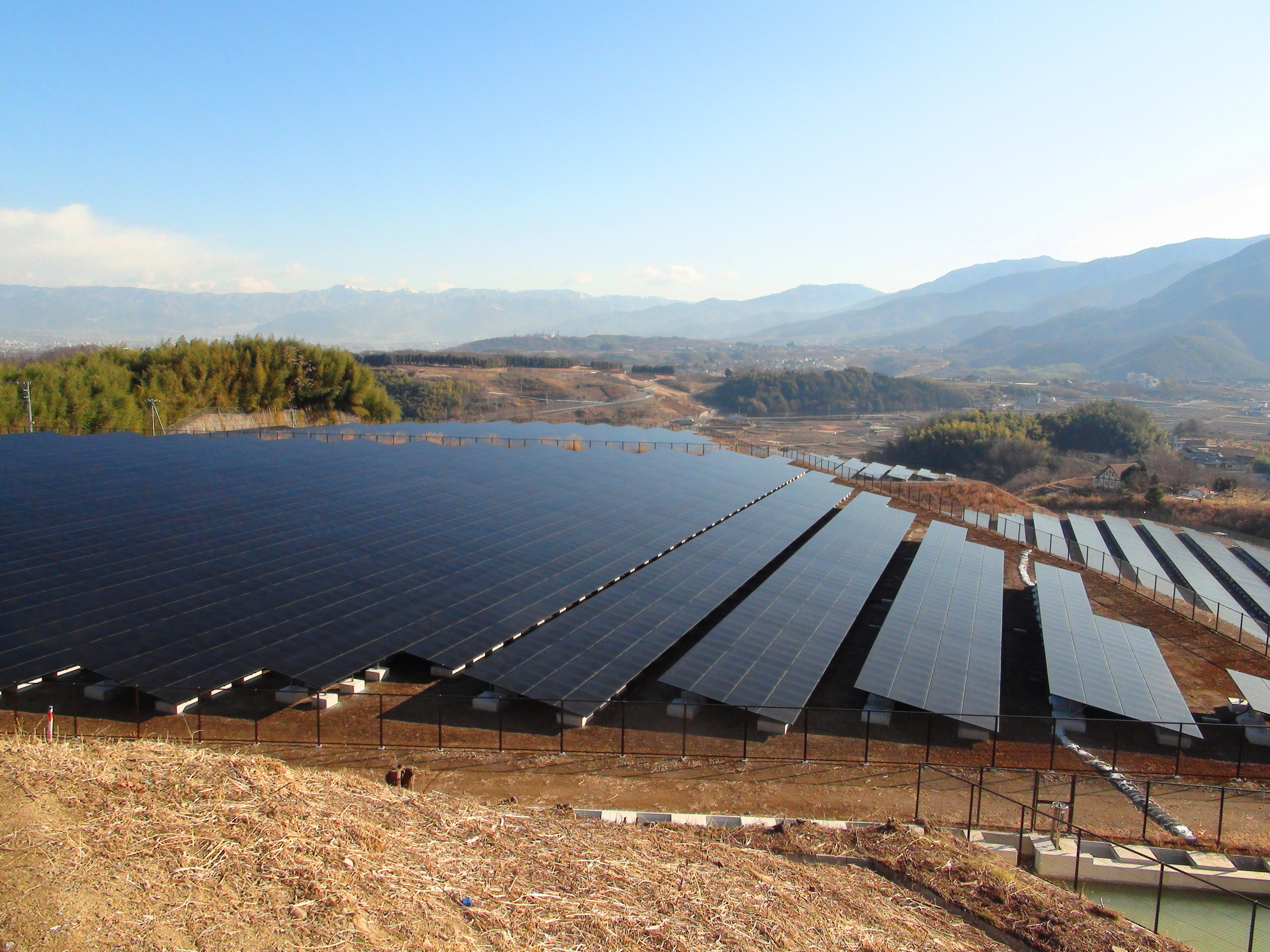
Centrale solaire de Komekurayama appartenant à TEPCO, à Kōfu, Préfecture de Yamanashi.

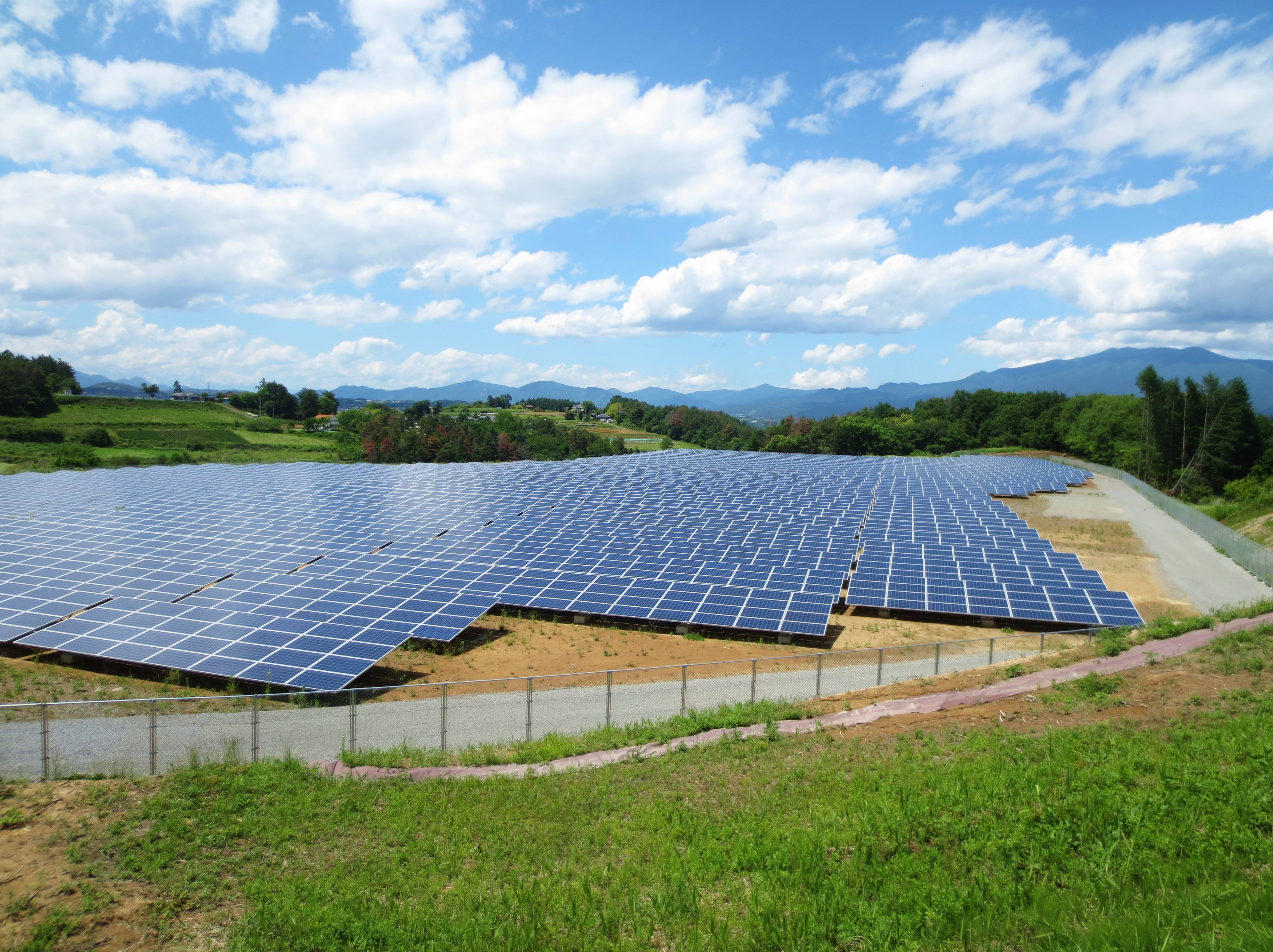
Centrale solaire Saku Mega, à Saku, préfecture de Nagano, 14 juin 2014.

Le Japon a installé 5,5 GWc en 2024, soit 0,9 % du marché mondial, ce qui en fait le 10e marché de l'année, derrière la Chine (59 %), les États-Unis (7,8 %), l'Inde (5,3 %), le Pakistan (2,8 %), l'Allemagne (2,8 %), le Brésil (2,4 %), l'Espagne (1,2 %), l'Italie (1,1 %) et la France (1,0 %), portant sa puissance installée à 96,9 GWc, soit 4,3 % du total mondial, au 5e rang mondial, derrière la Chine (1 048 GWc, soit 46,7 %), les États-Unis (10,0 %), l'Inde (5,5 %) et l'Allemagne (4,4 %).
En 2023, le Japon a installé 6,3 GWc, soit 1,5 % du marché mondial, ce qui en fait le 7e marché de l'année, derrière la Chine (57,8 %), les États-Unis (8,2 %), l'Inde (4,1 %), l'Allemagne (3,5 %), le Brésil (2,9 %) et l'Espagne (1,9 %), portant sa puissance installée à 91,4 GWc, au 4e rang mondial avec 5,6 % du total mondial, derrière la Chine (662 GWc, soit 40,8 %), les États-Unis (10,4 %) et l'Inde (5,9 %), devant l'Allemagne (5,0 %). L'Energy Institute estime la puissance installée à 87,1 GWc, d'après les données de l'IRENA.
En 2022, le Japon a installé 6,5 GWc, soit 2,7 % du marché mondial, ce qui en fait le 7e marché de l'année, derrière la Chine (44,2 %), les États-Unis (7,7 %), l'Inde (7,5 %), le Brésil, l'Espagne et l'Allemagne, portant sa puissance installée à 84,9 GWc, au 3e rang mondial avec 7,2 % du total mondial, loin derrière la Chine (414,5 GWc, soit 35 %) et les États-Unis (11,9 %), mais devant l'Inde (6,7 %) et l'Allemagne (5,7 %).
En 2021, le Japon a installé 6,5 GWc ; il a ainsi été le 4e marché de l'année 2021 avec 3,7 % du marché mondial, derrière la Chine : 54,9 GWc, les États-Unis : 26,9 GWc et l'Inde : 13 GWc, portant sa puissance installée à 78,2 GWc, au 3e rang mondial avec 8,3 % du total mondial.
Le Japon a installé 8,2 GWc en 2020, contre 7 GWc en 2019 ; il a ainsi été le 4e marché de l'année 2020 avec 5,9 % du marché mondial, portant sa puissance installée à 71,4 GWc, au 3e rang mondial avec 9,4 % du total mondial.
Le Japon a installé 6,5 GWc en 2018 contre 7 GWc en 2017 et 8,6 GWc en 2016 ; il a ainsi été le 4e marché de l'année 2018 avec 6,5 % du marché mondial, portant sa puissance installée à 56 GWc, au 3e rang mondial avec 11,2 % du total mondial.
Les autorités cherchent à contraindre la forte demande d’installation de systèmes photovoltaïques en fonction de restrictions imposées par les capacités d’absorption du réseau. Le METI (Ministère de l'Économie, du Commerce et de l'Industrie) a ainsi révoqué en 2017 environ 260 000 projets représentant une puissance cumulée de 16,4 GWc sur les 84,5 GWc de projets approuvés dans le cadre de l’ancien système de tarif d’achat. En avril 2017, le METI a révisé son système d’incitation et a déjà approuvé dans ce nouveau cadre une puissance de 45,4 GWc, soit 274 979 systèmes de plus de 20 kW.
En 2015, le Japon avait installé 11 GWc (2e marché de l'année avec 22 % du marché mondial, derrière la Chine : 15,15 GWc), portant sa puissance installée à 34,41 MWc, au 3e rang mondial avec 15,2 % du total mondial, derrière la Chine (43,53 GWc) et l'Allemagne (39,7 GWc).
Depuis le lancement du programme photovoltaïque japonais en 2012, le METI a approuvé la réalisation de 79,8 MWc de projets photovoltaïques.
En 2014, le Japon est resté au 2e rang mondial, avec 9,7 GWc installés au cours de l'année, soit 25 % du marché mondial, s'approchant du leader chinois (10,56 GWc) et portant sa puissance cumulée à 23,3 GWc (3e rang mondial).
En 2013, le Japon s'est hissé au 2e rang mondial des marchés du photovoltaïque, avec 6,9 GW installés dans l'année (11,8 GW en Chine, 4,8 GW aux États-Unis) ; sa capacité installée cumulée le plaçait au 4e rang mondial avec 10 % du total mondial à 13,6 GW.
Les analystes du marché solaire prévoient un fort développement au Japon, poussé par la construction de parcs photovoltaïques de grande taille ; sur ce segment, le Japon pourrait devenir le marché no 1 devant l'Allemagne ; malgré la baisse du tarif d'achat en 2014, le marché devrait continuer à augmenter rapidement.
Le pays figurait en 2012 au 5e rang mondial pour la puissance installée photovoltaïque : 6 914 MW, soit 7 % du total mondial, derrière l'Allemagne (32 411 MW, 31 %), l'Italie, la Chine et les États-Unis. En 2012 le Japon a été le 3e pays au monde pour la puissance totale des nouvelles installations de l'année : 2 GW, après la Chine (5 GW) et les États-Unis (3,35 GW) ; la plupart de ces installations sont connectées au réseau.
À la fin de 2012, le Japon avait installé près de 7 000 MW de panneaux photovoltaïques, produisant 0,77 % de l'électricité du Japon.

### Industrie photovoltaïque japonaise

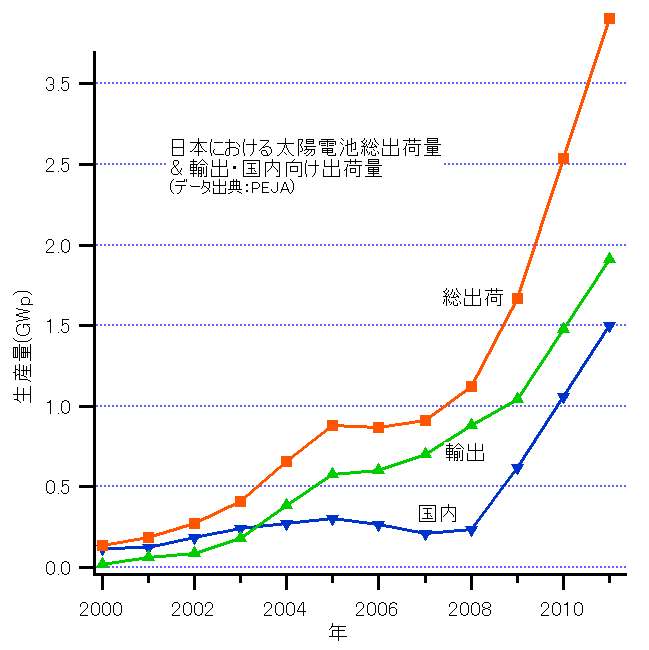
Production et expéditions de cellules PV (GWc) au Japon : total (orange), export (vert) et marché national (bleu)

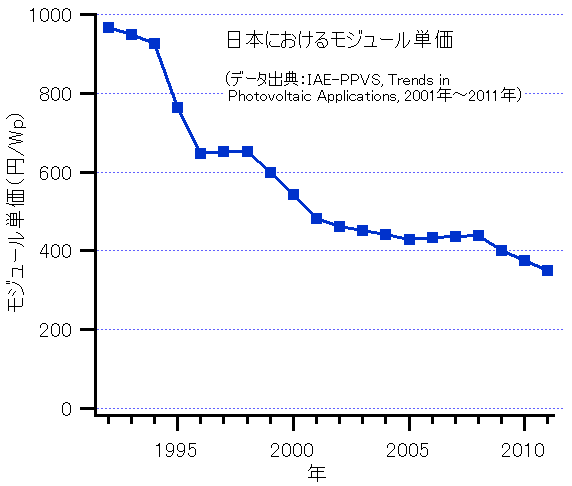
Prix des modules photovoltaïques (yen/Wc) au Japon

En 2013, une entreprise japonaise figurait parmi les dix principaux fabricants de modules photovoltaïques : Sharp Corporation, au 3e rang mondial, derrière les chinois Yingli Green Energy et Trina Solar, avec une production de modules PV de 2 100 MWc en 2013 et un chiffre d'affaires de 1 950 M€. Sur les marchés émergents d'Amérique latine, du Moyen-Orient et d'Afrique, les japonais Sharp et Kyocera continuent à tirer leur épingle du jeu malgré la concurrence chinoise.
Le Japon a été longtemps le leader mondial du solaire photovoltaïque : en réaction au choc pétrolier de 1974, le gouvernement japonais avait lancé un programme de recherche (« programme Sunshine »), complété en 1994 par un dispositif de soutien à la filière naissante : le « Residential PV System Dissemination Program » ; fin 2004, le Japon est ainsi devenu le 1er marché mondial avec une puissance installée cumulée de 1,3 GWc, 300 000 maisons équipées de panneaux PV connectées au réseau et 4 entreprises leaders dans la production de systèmes PV : Sharp, Kyocera, Mitsubishi et Sanyo. Estimant que cette technologie avait atteint sa maturité, le gouvernement décida alors de cesser de la subventionner ; le marché entra dès lors dans une phase de ralentissement et la Chine le dépassa en 2007, devenant le 1er producteur mondial, dont les entreprises ont en 2010 produit trois fois plus de cellules PV que les japonaises. Le Japon reste un fabricant leader de systèmes PV, réputé pour la qualité de ses cellules et modules. En juillet 2012, le gouvernement a mis en place un nouveau dispositif de soutien basé sur des tarifs d'achat parmi les plus attractifs au monde, favorisant l'autoconsommation dans le secteur résidentiel ainsi que les centrales de grande puissance ; depuis lors, les projets de centrales affluent : parc de 70 MWc (Kyocera), centrale de 100 MWc (Toshiba) près de Fukushima, etc ; alors que les puissances installées en 2011 n'étaient que de 1,2 GWc, les raccordements de 2012 atteignent 2 GWc, ce qui porte la puissance installée photovoltaïque à 7 GWc ; de plus, sur le seul premier trimestre 2013, 1,5 GW ont été installés, ce qui laisse présager un développement formidable ; plus de 100 parcs photovoltaïques seraient en construction ou en projet.

### Politique de soutien au photovoltaïque

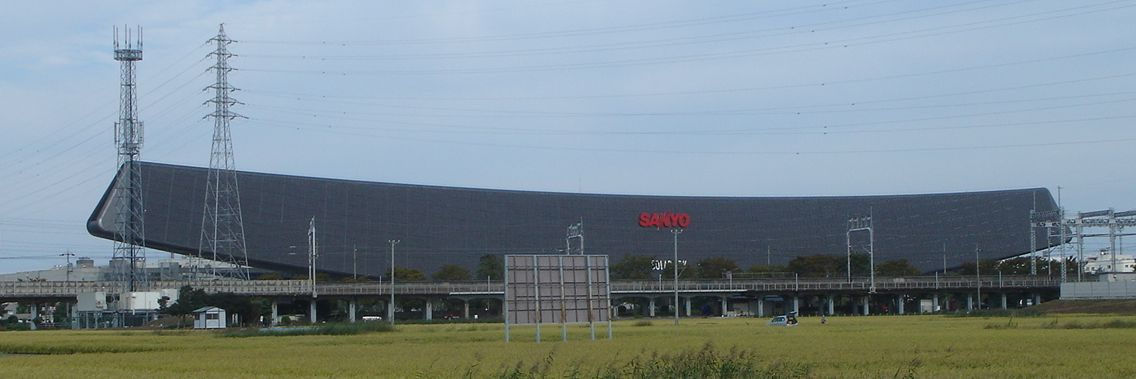
Panasonic Solar Ark dans la Préfecture de Gifu.

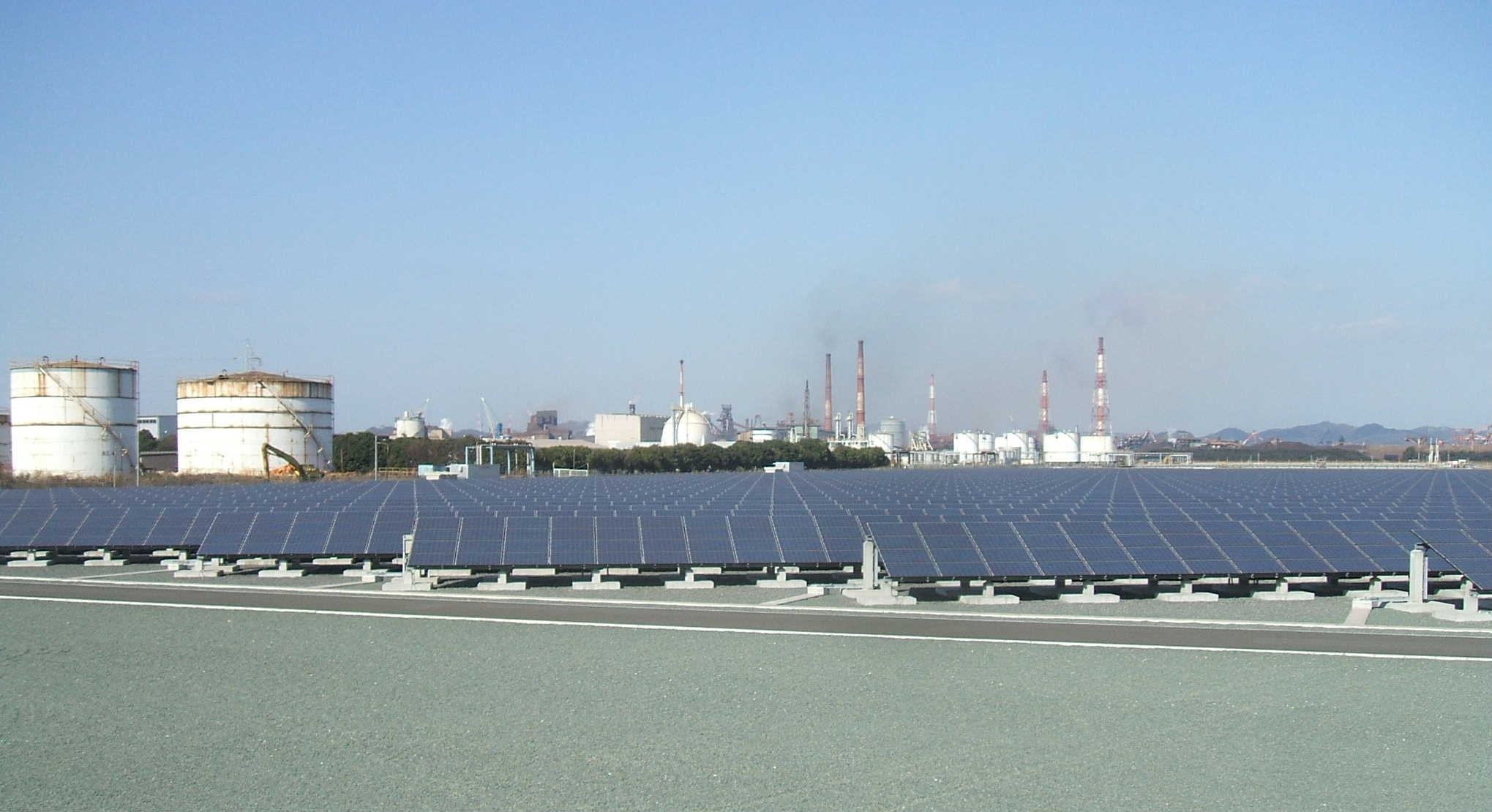
Centrale solaire de Fukuyama, préfecture de Hiroshima, 12 février 2012.

Le Japon a été longtemps le leader mondial du solaire photovoltaïque : en réaction au choc pétrolier de 1974, le gouvernement japonais avait lancé un programme de recherche (« programme Sunshine »), complété en 1994 par un dispositif de soutien à la filière naissante : le « Residential PV System Dissemination Program » qui prévoyait 70 000 toits solaires pour l'an 2000 ; en 2004, le Japon était devenu le leader mondial ; estimant que cette technologie avait atteint sa maturité, le gouvernement décida alors de cesser de la subventionner ; le marché entra dès lors dans une phase de ralentissement. En juillet 2012, après Fukushima, le gouvernement a mis en place, dans le cadre de sa politique de transition énergétique, un nouveau dispositif de soutien basé sur des tarifs d'achat parmi les plus attractifs au monde, favorisant l'autoconsommation dans le secteur résidentiel ainsi que les centrales de grande puissance : pour les installations de moins de 10 kWc, le surplus d'électricité non consommée est acheté 42 ¥/kWh (40 c€/kWh) pendant 10 ans, et pour celles de plus de 10 kWc, le même tarif est garanti pendant 20 ans ; ces tarifs très élevés doivent être replacés dans le contexte japonais où les prix de l'électricité sont très largement supérieurs à la moyenne mondiale.
Les tarifs d'achat ont été abaissés en 2014 : 32 ¥/kWh, soit 23 c€/kWh (-11 %), pour les installations solaires commerciales et 37 ¥/kWh, soit 26 c€/kWh (-26 %) pour les particuliers.
Selon l'étude de marché de la Deutsche Bank consacrée au solaire (janvier 2014), les baisses annoncées des tarifs d'obligation d'achat (feed-in tariffs) pour avril 2014 (-11 %) laisseront ces tarifs parmi les plus élevés au monde ; selon les données officielles de juillet 2013, 4 GWc avaient été connectés sous le régime des tarifs d'achat, et 22 GWc supplémentaires avaient été approuvés ; un tiers de la capacité installée sont en toit de maisons ; plusieurs compagnies étrangères ont annoncé des investissements au Japon, dont First Solar et Canadian Solar.
Le ministère japonais de l'Industrie annonce le 4 novembre 2014 une remise à plat de sa politique de soutien au photovoltaïque, après la rébellion de cinq grands électriciens du pays qui refusent désormais de valider tout nouveau projet solaire lié à leur réseau ; le gouvernement avait imposé à partir de juillet 2012 aux électriciens de généreux tarifs d'achat de l'électricité renouvelable. Avec un rachat à 42 ¥/kWh (4 euros à l'époque), les projets photovoltaïques étaient les plus rentables de la planète ; en 2013, le Japon a installé 7,1 GWc et des dizaines de milliers de projets sont officiellement en cours de développement, mais comme la date du lancement effectif de la centrale solaire n'est pas intégrée au processus de validation, nombre d'investisseurs ont déposé très tôt, dans l'urgence, des dossiers pour se voir garantir les tarifs les plus élevés et attendent maintenant tranquillement une chute des prix des installations pour éventuellement lancer leur ferme solaire. Si tous les projets approuvés par le gouvernement étaient lancés, le photovoltaïque représenterait 8 % de la production électrique nippone et générerait un surcoût potentiel, sur les factures d'électricité, de 3 000 milliards ¥, soit 21 milliards €.
La croissance du marché japonais s’accompagne d’une baisse du niveau des aides à la production. Le gouvernement a ainsi diminué le tarif d’achat de 11 % au 1er avril 2016, de 27 ¥/kWh (22 c€/kWh) à 24 ¥/kWh (19 c€/kWh) pour les installations de plus de 10 kWc, et de 35 ¥/kWh (27,6 c€/kWh) à 33 ¥/kWh (26 c€/kWh) pour les installations de moins de 10 kWc avec onduleurs.

### Principales centrales photovoltaïques
- (en) Cet article est partiellement ou en totalité issu de l’article de Wikipédia en anglais intitulé « List of photovoltaic power stations » (voir la liste des auteurs).

| Puiss. (MWc)    | Nom                                     | Localité  | Préfecture                        | Surface | Mise en service | Exploitant/Propriétaire           |
| 148nom./ 115net | Eurus Rokkasho Solar Park               | Rokkasho  | préf. d'Aomori                    | 253 ha  | octobre 2015    | Eurus Energy                      |
| 111nom./ 79net  | Tomatoh Abira Solar Park,               | Abira     | Hokkaidō                          | 166 ha  | décembre 2015   | Softbank Corp                     |
| 82              | Oita City Mega-Solar Power Plant        | Ōita      | préf. d'Ōita, Kyūshū              |         | avril 2014      | filiale de Marubeni Corp.         |
| 70              | Kagoshima Nanatsujima Megasolar Project | Kagoshima | préfecture de Kagoshima           |         | 2013            | Kyocera                           |
| 56,9            | Furukawa Mega-solar Project             | Osaki-shi | préf. de Miyagi, région de Tōhoku |         | fin 2016        | Virginia Solar Group / South Wind |
| 50              | Tahara Solar Wind Project,              | Tahara    | Aichi                             |         | octobre 2014    | Mitsui                            |

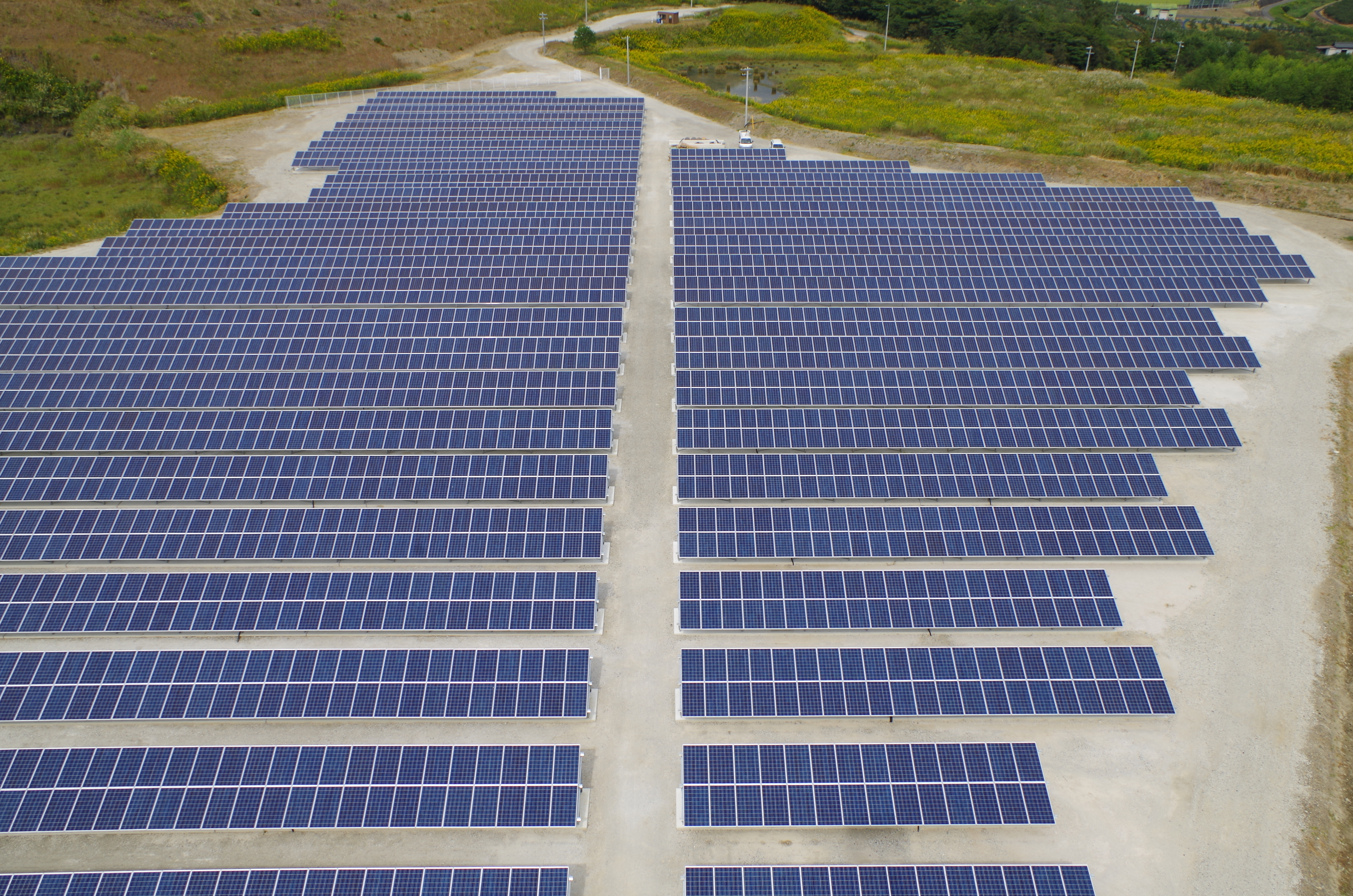
Centrale solaire de Nishiakisawa, 8 octobre 2013.

Selon le groupe d'information économique Nikkei, plus de 100 parcs photovoltaïques seraient en construction ou en projet en 2014, dont une centrale de 100 MW près de Fukushima projetée par Toshiba.
| Puiss. (MWc) | Nom                      | Localité | Préfecture | Mise en service | Développeur/Propriétaire                            |
| 480          | Ukujima Mega Solar Plant | Ukujima  | Nagasaki   | 2018?           | Photovolt Development (Allemagne) pour TeraSol G.K. |
| 155          | Onikobe,                 | Ōsaki    | Miyagi     | 2018?           | Photovolt Development (Allemagne)                   |
| 96,2         | Hosoe Mega-solar Project | Miyazaki | Miyazaki   | 2018            | Pacifico Energy                                     |
| 50           | Yamagata                 | Yamagata | Yamagata   | 2017?           | Photovolt Development                               |

Kyocera et quatre autres entreprises ont conclu en juin 2014 un accord pour investir 1,09 milliard d'euros dans la construction à partir de 2016 d'une centrale solaire de 430 MWc sur l'île d'Ukujima, au large de Nagasaki ; les 1 720 000 modules de cette centrale produiront environ 500 GWh par an ; ils occuperont 6,3 millions de mètres carrés de terres agricoles, soit environ 25 % de la superficie de l'île d'Ukujima, mais seront montés sur pilotis afin de permettre des activités agricoles.

## Énergie solaire thermodynamique
À la fin des années 1970, des projets pilotes de centrales solaires thermodynamiques se sont développés au Japon comme dans plusieurs autres pays, en particulier celui de SUNSHINE à Nio Town, centrale à eau-vapeur, (1981, 12 900 m² de miroirs), mais ils n'ont jamais débouché sur un développement industriel.